# إدارة محتوى الشركات
نظام إدارة محتوى المشركات (بالإنجليزية: ECM - Enterprise Content Management) هو وسيلة رسمية لتنظيم المحتوى والوثائق والتفاصيل الخاصة بشركة ما مثل مستندات مايكروسوفت أوفيس، صور المستندات، محتوى ويب، وسجلات الشركات . و هذا المصطلح يشمل الاستراتيجيات و الطرق و الأدوات المستخدمة خلال دورة حياة المحتوى.

### الأسباب التي جعلت نظام إدراة محتوى الشركات متعارف عليه عالمياً هي
- التوافق.
- أرشفة البيانات.
- البحث في المحتوى.
- إدارة السياسة للبيانات عبر مستودعات التخزين.
- دعم الاكتشاف الإلكتروني.
- نقل الموظفين بعيداً عن تبادل الوثائق عن طريق المشاركة في الملفات والبريد الإلكتروني.
- ميزات تعاونية و اجتماعية.

### يحددالتقريرالذي صدر مؤخراً عن مؤسسة فورستر للأبحاث العناصر التالية لسوق إدارة محتوى الشركات التي تتطور أو تغيير
- تجارب العديد من الشركات مع SharePoint وما يعرضهم لمشاركة الوثائق والبيانات.
- نظام إدارة محتوى الشركات يتضمن استراتيجيات خاصة بالتطبيقات الإضافية.
- حالياً يفضل محتوى الحلول التي تركز على أكثر من حجم واحد يناسب جميع مجموعات نظام إدارة محتوى المشركات.
- الانتشار.
- الحلول الخاصة بالصناعة.

### ثم يتعمقالتقريربشكل خاص في تحديد الفوائد الناتجة عن استخدام نظام إدارة محتوى الشركات(الفرسكو) و الفوائد تشمل
- تجنب تراخيص البرمجيات.
- تحقيق توفير تكلفة الصيانة.
- القدرة على استخدام موارد المطورين بأقل تكلفة.
- الحد من التكاليف عن طريق التمكين من استخدام بنية تخزين العناصر المفتوحة المصدر ، مثل قاعدة بيانات مفتوحة المصدر مثل ماي إس كيو إل أو بوستجري إس كيو إل.